# Anthocoris sarothamni
Anthocoris sarothamni – gatunek pluskwiaka z podrzędu różnoskrzydłych i rodziny dziubałkowatych.

## Taksonomia
Gatunek ten opisany został po raz pierwszy w 1865 roku przez Johna Williama Douglasa i Johna Scotta w The British Hemiptera. Jako lokalizację typową wskazano Weybridge w angielskim hrabstwie Surrey.

## Morfologia
Pluskwiak o podługowato-owalnym ciele długości od 3,1 do 3,8 mm. Głowa jest błyszcząco czarna. Czułki są czarniawe z rozjaśnionymi wierzchołkami poszczególnych członów, zarówno u larw, jak i u osobników dorosłych. Trójczłonowa, zakrzywiona kłujka w spoczynku nie sięga poza biodra przedniej pary. Lśniąco czarne, trapezowate przedplecze ma na przedzie obrączkę apikalną w całości wysuniętą przed kąty przednie. Trójkątna tarczka również jest lśniąco czarna. Półpokrywy są błyszczące z wyjątkiem matowego pasma wzdłuż szwu między przykrywką a międzykrywką. Odnóża odznaczają się czerwonym zabarwieniem goleni. Uda środkowej i tylnej pary są bardzo ciemne.

## Ekologia i występowanie
Owad ten bytuje na roślinach z rodzajów Calicotome, Cystius, janowiec i wawrzynek, przy czym w Europie Środkowej najczęściej spotykany jest na żarnowcu miotlastym. Zarówno larwy, jak i owady dorosłe są drapieżnikami żerującymi na mszycach i koliszkach, najchętniej na przedstawicielach rodzaju Arytaina.
Stadium zimującym są osobniki dorosłe. Do składania jaj samice przystępują w kwietniu i maju. Zwykle składane są one pod skórkę liści, rzadko do łodyg. Osobniki dorosłe następnego pokolenia spotyka się od czerwca. W cieplejszej części zasięgu występuje w ciągu roku jeszcze drugie pokolenie, ale brak go np. w Niemczech.
Gatunek palearktyczny. W Europie znany jest z Portugalii, Hiszpanii, Irlandii, Wielkiej Brytanii, Francji, Belgii, Holandii, Luksemburga, Niemiec, Szwajcarii, Austrii, Włoch, Danii, Szwecji, Polski, Czech, Bułgarii i Grecji, a w Afryce Północnej z Wysp Kanaryjskich, Maroka, Algierii i Tunezji.